# حسین معتضدی کیانی
حسین معتضدی کیانی (زاده ۲۱ مرداد ۱۳۵۶ - بهشهر)، ورزشکار تیراندازی با کمان از روی اسب است.
وی ابتدا در رشته تیراندازی با کمان کامپوند مشغول بود و توانسته بود تا مرحله عضویت در تیم ملی پیش برود اما بعد تیراندازی با کمان از روی اسب را به صورت حرفه‌ای آغاز کردو توانست در سال‌های ۲۰۱۰ و ۲۰۱۱ در مسابقات جهانی تیراندازی با کمان از روی اسب در کره جنوبی مقام قهرمانی را کسب کند.